# Yo! Noid
Yo! Noid est un jeu vidéo de plates-formes-action développé par Now Production et édité par Capcom en novembre 1990 sur PlayChoice-10 sous licence Nintendo,.

## Description
Le jeu met en scène la mascotte de Domino's Pizza durant les années 1980. Le jeu reprend le moteur de Wagan Land (Kamen no Ninja Hanamaru) sorti sur Famicom. Les sprites sont remplacés par Noid, le reste du jeu est identique à la version console.